# (35275) 1996 RB25
1996 RB25 (asteroide 35275) é um asteroide da cintura principal. Possui uma excentricidade de 0.19427850 e uma inclinação de 2.14920º.
Este asteroide foi descoberto no dia 11 de setembro de 1996 por Spacewatch em Kitt Peak.